# 西點鑄幣局
西點鑄幣局（英語：West Point Mint）原名西點金銀儲藏處，為美國鑄幣局1937年創立於美國紐約州西點之鑄幣局比鄰美國軍事學院，於1973至1986年間擔任1美分硬幣鑄造單位，其現時是美國唯一鑄造金質、銀質和鉑質美國鷹揚幣（American Eagle bullion coins）的地方。
於1988年3月31日正式成為美國鑄幣局的官方分局，而後來其登錄國家史蹟名錄。

## 建築
位於美國軍事學院北部設施附近四英畝（1.6公頃）土地上的西點鑄幣局是170乘256英尺（52 x 78 公尺）的單層鋼筋混凝土結構的屋頂，牆壁大多沒有特徵，入口處有一些凹入的拱門，然而興建於拐角處的四個塔樓，活躍地用於該建築物的安全保護工作，兩側空地各有停車場。內部配備鑄幣機和金條、銀條存放室；於2005年進行改建並添加了第二個樣式。

## 歷史
1937年它曾作為一個儲存金條、銀條設施，並因此綽號“銀之諾克斯堡”  。此階段還未獲得美國鑄幣局的正式身份，然而期已經開始生產美國鑄幣的工作；從1974年到1986年西點鑄幣局生產沒有造幣記號之林肯美分與費城鑄幣局的鑄幣沒有區別；從1977年到1979年華盛頓25美分硬幣也投入生產；在1980年代初期大約有200億美元的黃金存儲在其金庫中（儘管這仍然比美國金銀儲備所要少得多）。
1983年9月在紀念1984年洛杉磯奧運會的面值10美元金幣上首次出現了“ W”造幣廠標記（來自這個仍非官方的美國鑄幣局），這是自1933年以來的第一個美國金幣獲法定貨幣資格。1986年美國鷹揚金幣僅在該工廠生產並且無鑄幣局標記。
1988年3月31日西點金銀儲備正式成為美國鑄幣局的官方分局，（鑄幣局狀態Pub.L. 100-274）；  從1999年開始美國鷹揚銀幣也在鑄幣局生產。  
2002年美國軍事學院被授予了其二百週年紀念銀元發行，並於當年3月16日宣布設計為正面學員護旗隊的和雅典娜頭盔，此硬幣僅在西點鑄幣局生產。

## 特別西點造幣
1996年，來自西點鑄幣局的一枚不尋常硬幣出現了，當時為紀念羅斯福十美分硬幣該設計50週年，共生產了超過145.7萬枚作為當年銷售的標準鑄幣廠套裝鑲件，因此儘管這種“ W”鑄幣局標記的分錢並不特別稀少，但它僅是為收藏家製作的。
2014年為紀念甘迺迪半美元生產50週年，在此生產了一套紀念用的反面銀色甘迺迪半美元和24K黃金甘迺迪半美元並印有“ W”鑄幣局標記。
2015年另一枚帶有“ W”字樣的角錢硬幣和2015-W美元一起發行，作為紀念出生缺陷基金會的三枚硬幣的一部分，僅生產了75,000套。.
2015年西點鑄幣局首次生產了薩卡加維亞1美元硬幣，作為特殊的“美國本地硬幣和貨幣組合”的一部分發行，因此僅生產了90,000枚。
2019年為收藏家生產印製“ W”鑄幣局標記的美分，這些西點林肯美分被添加到傳統的鑄幣局和標準套裝中，並以三種不同的飾面進行鑄造，於未流通的套裝中包含未流通的2019-W美分，證明套裝中包含了2019-W美分證明，銀色證明套裝中包含了逆向證明2019-W美分，這些套裝沒有鑄幣限額，個人買家可以訂購的數量也不受限制。
2019年4月2日，美國鑄幣局宣布將發行1000萬個帶有“ W”造幣局標記的硬幣，以促進硬幣收藏的興趣，儘管以前在西點造幣局生產過25美分硬幣，但沒有一個鑄有“ W”鑄幣局的標誌。這些宿舍是“美國美麗國家公園25美分紀念幣”計畫的一部分，2019年發布的五個國家公園每個季度中將發行200萬帶有“ W”鑄幣局標記，這在2020年繼續進行包括2020年硬幣，其中包括紀念第二次世界大戰結束75週年的特殊“ V 75”標誌
。
2020年1月10日，美國鑄幣局宣布，2020年發行的三套年度鑄幣中的每套都將包括一個標有“ W”鑄幣廠標記的鎳質傑佛遜硬幣，就像前一年生產的林肯美分一樣，帶有鍍層校對的標準鎳，以及帶有銀校對的反面鎳 ，最初未流通硬幣套裝包含2020-W流通鎳，但由於新型冠狀病毒大流行導致硬幣持續短缺，該計劃因而被取消
。

## 現況
如今在西點（West Point）生產了所有美國鷹揚系列精製金、銀、鉑和鈀等不流通的貴金屬硬幣，以及所有的金質紀念幣和一些銀質紀念幣，金條和精製金鷹牌以及一些未流通的全精製銀鷹牌以及來自西點軍校的所有紀念物均打有“ W”鑄幣局標記；自2006年以來西點鑄幣局還製造了所有美國水牛城金幣。
至今西點鑄幣局仍然充當金條的存放地，而白銀僅以滿足鑄幣需求的數量保存於現場，截至2019年西點鑄幣局持有美國22%共約5400萬盎司的黃金儲備量。由於現場存有大量金條所需安全性很高，因此造幣廠不提供公眾遊覽，其地址由國家公園管理局在其國家名錄中保留。

## 文獻
1. 1 2 3  Daddio, William F. . 紐約州公園、休閒與歷史保護辦公室. 28 May 1987  [28 July 2010]. （原始内容存档于2016-03-04）.
2. 1 2  . United States Mint.   [12 June 2019]. （原始内容存档于2021-05-12）.
3. 1 2  . Gold Coins Trader.   [19 January 2013]. （原始内容存档于2012-03-31）.
4. 1 2  . H. I. P. Pocket Change. United States Mint. 1999  [20 January 2013]. （原始内容存档于2017-08-24）.
5. ↑  1974 Annual Report of the Director of the Mint
6. ↑  . PCGS.   [2019-08-21]. （原始内容存档于2021-05-12）.
7. ↑  . United States Mint.   [20 April 2010]. （原始内容存档于2011-06-05）.
8. ↑  . Roosevelt Dimes.   [2020-12-18]. （原始内容存档于2021-05-11）.
9. ↑  Roach, Steve. . CoinWorld.com.   [23 April 2019].
10. ↑  .   [2020-12-18]. （原始内容存档于2021-05-12）.
11. ↑  Gilkes, Paul. . CoinWorld.com. Amos Media Company.   [24 July 2019]. （原始内容存档于2021-05-11）.
12. ↑  Gilkes, Paul. . CoinWorld.com. Amos Media Company.   [23 April 2019].
13. ↑  Gibbs, William T. . CoinWorld.com.   [23 April 2019].
14. ↑  Gilkes, Paul. . CoinWorld.com. Amos Media Company.   [19 April 2020]. （原始内容存档于2021-05-12）.
15. ↑  Gilkes, Paul. . coinworld.com. Amos Media Company.   [11 January 2020]. （原始内容存档于2021-05-11）.
16. ↑  Gilkes, Paul. . coinworld.com. Amos Media Company.   [3 November 2020]. （原始内容存档于2021-05-12）.
17. ↑  . FOX 5 New York. 2019-04-17  [2021-02-21]. （原始内容存档于2022-03-11） （美国英语）.